# 羅馬帝國
羅馬帝國（拉丁語：Imperium Rōmānum，發音：[ɪmˈpɛri.ũː roːˈmaːnũː]，羅馬化：Basileía tôn Rhōmaíōn）是历史上的一個文明帝國，承接着先前的羅馬共和國。中國史書稱為「大秦」或「海西國」。
前44年，羅馬共和國將領凯撒成爲終身獨裁官，象征着共和制的結束；至前27年，屋大維成爲奧古斯都，象征着羅馬帝國的開端。其首都羅馬城在公元前100年至公元400年這段時期是欧洲最大的城市，直至公元500年君士坦丁堡取代羅馬城成爲欧洲最大城市，帝國人口亦增長到5000至9000萬，大約是當時世界總人口的约20%
罗马帝国可分为前期（前27年—200年）、中期（200年—395年）和後期（395年—1204年/1453年）三个阶段。
羅馬共和國末年，政局由于一連串的內戰和政治角力變得非常不穩定。公元前44年，共和國將領凯撒被元老院封爲終身獨裁官後不久，便遭到刺殺身亡。直至公元前31年，屋大維在亚克兴角战役擊敗對手马克·安东尼和女王克娄巴特拉七世，吞并埃及托勒密王国後，共和國的政局仍然不明朗。至公元前27年，元老院放棄共和制，賜君權及奧古斯都頭銜予屋大維，這象征着羅馬共和國的終結。這時元老院仍然存在，但大權已掌握在屋大維手中。最初幾位皇帝都以「第一公民」自居。
屋大維征战的勝利擴張了帝国的領土。立國之初的兩個世紀，帝國的政局有着前所未見的穩定，這段時期被稱爲「羅馬治世」。公元41年，帝国第三位皇帝卡里古拉被刺身亡後，元老院曾经考虑恢復共和政制，但罗马禁卫军架空元老院，遂立克劳狄一世爲帝。克劳狄一世在位期間，帝国繼屋大維後首次征战不列颠尼亞。公元68年，克劳狄一世的繼位者尼祿在兵變中自殺身亡，帝国遭遇一連串短暫的內戰，同時猶太地區更爆发第一次起義，這段時期曾经有四位軍團將領稱帝。維斯帕先在公元69年戰勝其他將領，建立弗拉维王朝。其繼位者提图斯，在公元79年維蘇威火山爆发後開放斗兽场。提图斯只短暫在位两年，便由其兄弟图密善繼位爲帝国第11位皇帝。图密善最后亦遭到刺殺身亡。元老院後來封涅尔瓦爲皇帝，這亦是羅馬五贤帝之首，開辟一段長達八十多年的政局穩定時期。罗马第13位皇帝图拉真是羅馬五贤帝之中的第二位，他在位時見證帝國的最大版圖。
康茂德在位時，帝国開始出现衰退之兆。公元192年康茂德被刺殺身亡，觸發五帝之年，有五人同時稱帝，分别是佩蒂纳克斯、尤利安努斯、奈哲尔、阿尔拜努斯和塞普蒂米乌斯·塞维鲁，乱象最後由塞普蒂米乌斯·塞维鲁取得勝利而告终。公元235年皇帝亚历山大·塞维鲁被刺殺身亡，導致三世纪危机，這段時期短短50年之內有26人被元老院或軍隊封爲皇帝。直至戴克里先在位時創立四帝共治，帝國才全面恢复穩定，這段時期一共有四位皇帝共同統治羅馬帝国。這種制度並不能維持下去，很快便招致內戰。內戰最終由君士坦丁一世勝出，成爲帝国的唯一統治者。後來君士坦丁一世遷都至拜占庭，並命名為新羅馬，但史家更喜歡以其名字―君士坦丁稱之爲君士坦丁堡。君士坦丁堡自此之後一直是帝國的首都，一直到其終結。君士坦丁一世亦于313年將基督教合法化（米蘭敕令），並由狄奧西亞一世將基督教定為國教（薩洛尼卡敕令），基督教從而成爲西方世界的主要宗教。
這時的羅馬帝國仍然是世界上的強權，並與其東面安息帝国的繼承者波斯第二帝國互相抗衡，持續着一個世紀的紛爭。狄奥多西一世是最後一位統治一個完整的羅馬帝國的皇帝，隨後帝國的領土因濫權、內戰、野蛮人入侵、軍事改革和經濟衰退等負面因素被日益蚕食，這時的羅馬帝國實際上已完全分裂成東西兩部份，自此之後再没有被統一過。公元410年及公元455年，西面的羅馬城相繼被西哥特人和汪達爾人等日耳曼部族入侵。公元476年，西罗马帝国皇帝罗慕路斯·奥古斯都被奥多亚塞废黜，這象征着西罗马帝国的終結。但由於罗慕路斯·奥古斯都從未被東罗马帝国所承认，所以嚴格上來説，直至公元480年西罗马帝国上一位皇帝尼波斯去世後才算是罗马帝国在西歐的統治正式劃上句號。而東罗马帝国則一直存在至1453年，君士坦丁堡被土耳其人攻陷、皇帝君士坦丁十一世戰死爲止。史学家通称东罗马帝国爲拜占庭帝国。
羅馬帝國是世界歷史上一個偉大的帝國，無論經濟、文化、政治和軍事上的成就都達到很高的水準，並和在與公元前一世紀興起於亞洲的漢帝國西、東遙相並立。後世多將兩者並列为当时世界上最先进及文明的強大帝國。整個羅馬帝國（包括東西羅馬帝國）存在將近一千五百年，帝國的疆域在图拉真在位末年（117年）達到全盛，控制着大约五百万平方公里的土地，統治着七千萬的人口，這相當於當時世界總人口的百分之二十一。羅馬帝國幅原遼闊，而且國祚長久，使拉丁希腊的语言、文化、宗教、發明、建築、哲學、法律及政府模式對後世的影響相當深遠。歐洲在整個中世纪時期，有數次對羅馬帝國的復辟，這包括神聖羅馬帝國。文艺复兴而後的歐洲帝國主義的興起，更使希腊、羅馬、猶太和基督教的文化向全世界傳播開去，對現代社會文明的發展有着重要影响。

## 歷史

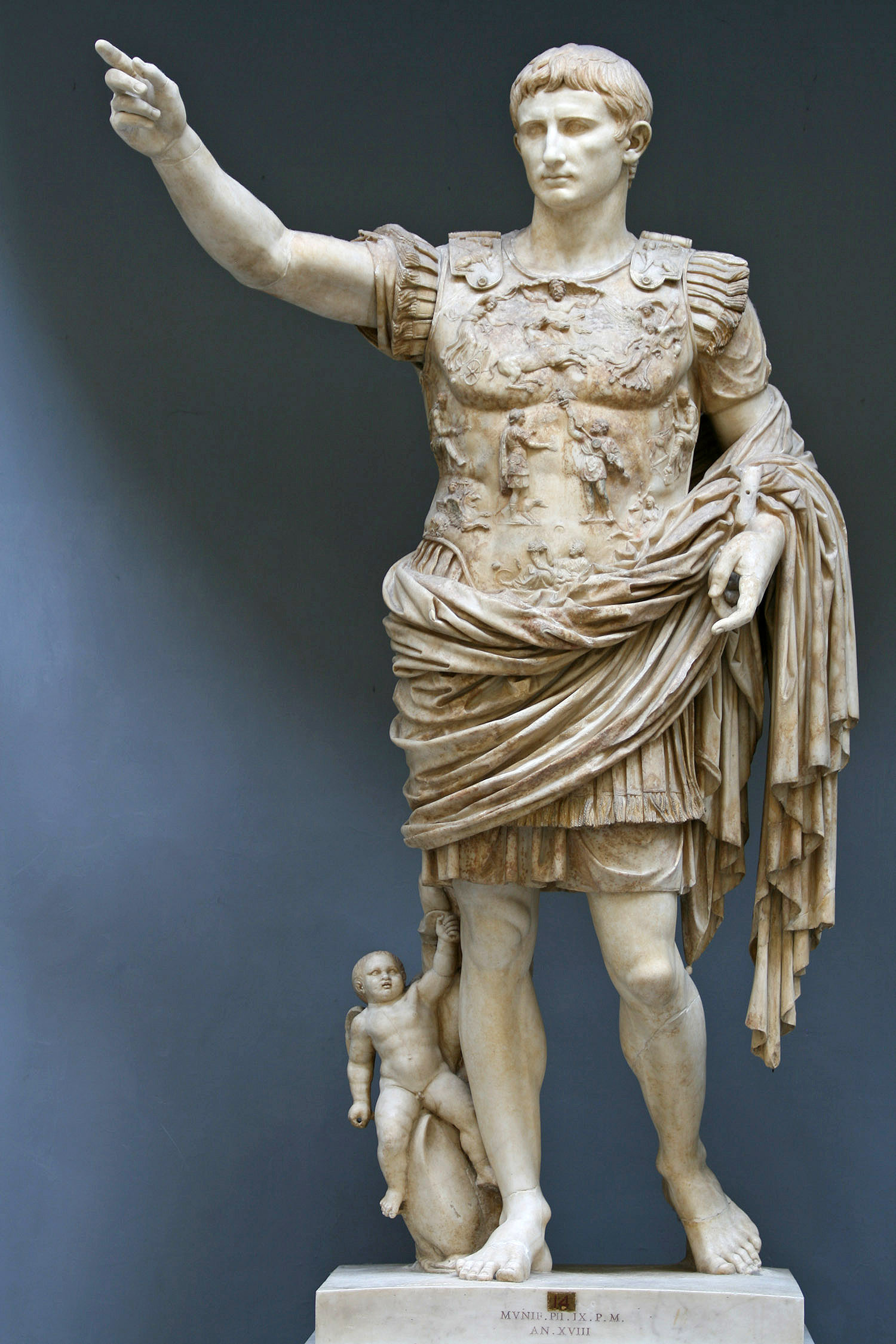
羅馬帝國開國皇帝屋大維（奧古斯都）的白色大理石雕像 (公元後第一世紀初)

羅馬自公元前三世紀已經開始併吞行省，四個世紀後，羅馬的領土範圍已經達到前所未有的遼闊。雖然羅馬仍然被稱為「共和國」，但實際上已經可被稱為一個「帝國」了。行使共和制的行省由從前的執政官和裁判官進行管治，他們經由選舉產生，並擁有稱為「Imperium」的當地最高統治權。當時只有少數人擁有不成比例的雄厚財富和強大軍力，他們對其行省的管理是羅馬從共和體制步向絕對君主制的主要因素。不久，「帝權」即由「Imperium」一字表達；英語「帝國」（empire）一字即來自此拉丁字，而這意思只可從更後的羅馬歷史中找到。
身為羅馬第一個皇帝，奧古斯都賦予自己一個「共和國拯救者」的地位，並小心翼翼地把自己的權力限制在共和制憲法的原則下。羅馬人企圖把與君王有關的頭銜加在他身上，但他拒絕了這些頭銜，而是自稱為「第一公民」。執政官的選舉仍舊定期舉行，保民官繼續進行他們的立法，參議員依然在元老院進行辯論。但後來皇帝實行最終決定權的先例，卻是由奧古斯都自己立下，而且這行動更是在有軍事力量作其後盾的情況下進行的。
奧古斯都時期的文藝作品把他長達四十年的統治描寫成羅馬一個新的「黃金時代」。奧古斯都設計了一個長遠的、理想的帝國基礎，這基礎就是持續實行了三個世紀的元首制（27 BC—284 AD）。這元首制由起初實施的二百年，被傳統認為羅馬和平時期。在此期間，整個帝國的凝聚力在城市生活、經濟鏈、共同的文化、法治和宗教規範下變得越來越強大。在城市的暴動不常發生，即使發生，也都會被「無情而迅速地」平定，在不列巔尼亞和高盧的叛亂就是其中的例子。猶太羅馬戰爭在公元後“一世紀”爆發，持續了六十年，最後在 “第二世紀”的上半段平息。這是羅馬惟一一場用了很長的時間和極其暴力的手段平定的一場叛亂。
奧古斯都所設立的朝代更替準則是成功的，但這被那些比他活得更長、同時又天赋禀异的繼承人所破壞。在奧古斯都所創立的朱里亞·克勞狄王朝裡，除了奧古斯都自己以外，還有四個皇帝—提比里烏斯、卡里古拉、克勞狄烏斯和尼祿。在朱里亞．克勞狄王朝結束後，著名的四帝之年（公元後69年）開始，當年四個皇帝同時出現。維斯帕先就是這場政治鬥爭中的最後勝利者。維斯帕先建立了短暫的弗拉維王朝，其後由“涅爾瓦－安敦尼王朝”取代。這王朝就是著名的「五賢帝時代」——這是因為當中出現過涅爾瓦、圖拉真、哈德良、安東尼奧·派阿斯和稱為「哲學家皇帝」的馬爾庫斯·奧列里烏斯這五位好皇帝。公元後180年，康茂德接續五賢帝登基。當時的希臘史家卡西乌斯·狄奥認為，這標誌著羅馬帝國的沒落。他曾下過一個著名的評論：「從一個黃金帝國淪為一個鐵鏽之國」。這句話使得一些史學家，尤其是愛德華·吉本，以康茂德的統治為羅馬帝國沒落的開始。

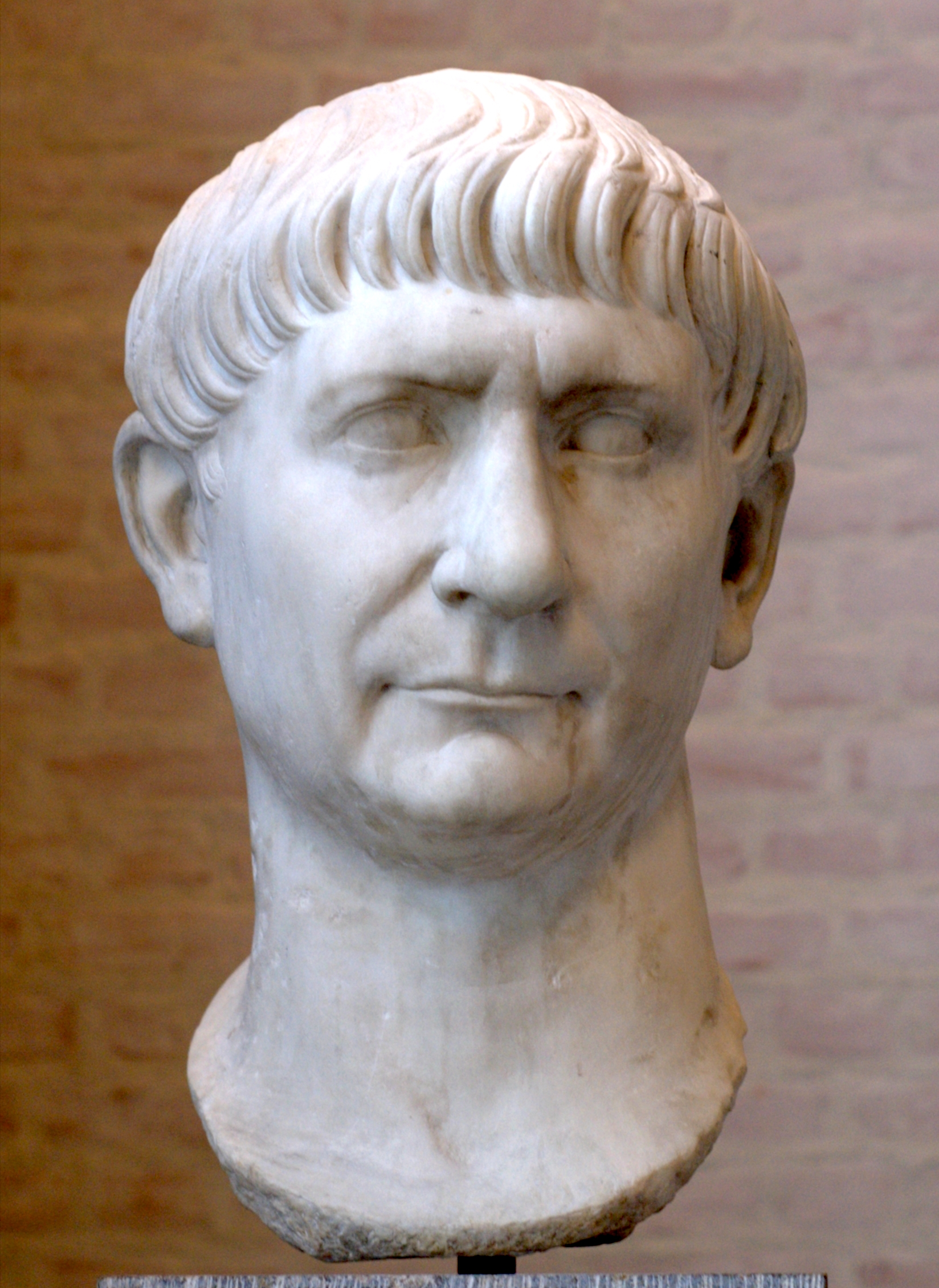
羅馬五賢帝之一的圖拉真在位時，帝国版图達到最盛。圖爲圖拉真的大理石雕像

公元212年，卡拉卡拉在位時，在羅馬帝國內出生的自由民均擁有羅馬公民權。但是，雖然如此，塞維魯王朝卻是一片混亂—每個皇帝的統治經常都是由謀殺或處決來結束。隨著王朝的崩潰，羅馬帝國被三世紀危機所滅：這是一個充滿侵略、內戰、經濟衰退和瘟疫的時代。在劃分歷史時期時，這危機被視為由古典時代到古典時代晚期的過渡。這時連帝國裡「共和國」的殘餘成份也被皇帝的專制統治粉碎了。在公元後284-305年間統治羅馬帝國的戴克里先把帝國從滅亡的邊緣拉回來，但他廢除自己「第一公民」的角色，成為第一位以“domine”（即“主，主人”）自稱的皇帝。在戴克里先統治其間，面對基督教明顯的威脅，羅馬帝國對基督徒發動有史以來最具組織性的迫害—戴克里先迫害。由戴克里先作為「獨裁者」（Dominate）時開始的專制獨裁統治一直維持到476年西羅馬帝國的滅亡為止。
戴克里先為了更穩定羅馬帝國的版圖而将帝国分为东西两部分，立馬克西米安為第一任西羅馬皇帝，同時也是羅馬帝國第一次分裂，不久後便推行四帝共治制，但在戴克里先退位後制度大崩解，一度出現六個政權同時存在的畫面，最後由西部皇帝君士坦丁大帝打敗東部皇帝李錫尼，帝國再度統一。君士坦丁大帝在位期間不僅對外征服失去多年的達契亞，同時也對基督教實施寬容制度，他建立了許多教堂，也發佈了著名的《米蘭敕令》，使基督教合法化和舉辦了尼西亞會議，讓君士坦丁也能和神學家們共同管理基督教法，對日後的基督教影響甚遠，他也是君士坦丁堡的建立者，為日後東羅馬帝國的首都。君士坦丁死後帝國陷入了兩次分裂，分別由君士坦提烏斯二世和狄奧多西一世統一，狄奧多西一世在位時發佈了薩洛尼卡敕令，宣布基督教為國教，但狄奧多西一世死後分別立自己的兒子霍諾留和阿卡狄奧斯為西羅馬帝國和東羅馬帝國皇帝，之後羅馬帝國從此再未統一。
西羅馬帝國在476年滅亡後，東部帝國（亦稱拜占庭帝國）延续到1453年被奥斯曼人攻陷君士坦丁堡為止。

## 政治

### 行省
行省分为三类，元老院行省由元老院管理，元首行省由元首管理，地方行省由地方财政官或是地方总督管理。各行省内部由总督管理，是为行省总督制。

## 军事
奥古斯都在前29年改革军事，将职业军合法化，成为常备军。罗马军队的兵种主要有重装步兵和骑兵。罗马的重装步兵主要装备投枪、短剑和大盾以及盔甲。铠甲一般由金属片和皮革制成，后期亦有锁子甲和鳞片甲。骑兵除了基本装备外，还每人配备一制作精美的头盔。罗马军队早期的金属装备一般为青铜，后期多用铁。罗马军队的基本单位是军团，另外有辅助部队和雇佣兵。军团下设百人队。罗马每个军团和百人队都有自己的徽章和军旗，是军队的象征，如果失掉，则是奇耻大辱。罗马军纪严明，要求下级对上级的绝对服从。军队中亦有各种刑罚，从鞭打到处死都有。逃跑的军队会被实行“十一抽杀律”，即每十人中抽出一人处死。罗马帝国后期的军队主要由蛮族组成，军纪败坏，一般凭个人勇敢作战。
罗马军队的待遇相当不错，皇帝赛维鲁就曾说：“让士兵们发财，不要管其他人”。

## 经济

### 农业
罗马帝国的经济中，最重要的是农业。罗马帝国粮食作物主要是小麦，小麦在帝国各地都有种植，尤以东方各省为胜。罗马的经济作物主要有橄榄和葡萄，地中海地区是葡萄和橄榄的主要种植地，葡萄的种植范围向北有所扩张，橄榄的种植在西班牙为最多。罗马每年都要从东方的行省输入大量粮食、酒和油，东方行省也是罗马税收的重要来源。在生产技术上，农业生产的效率并不高，常见的还是二区轮作，使用摆杆步犁耕地的也多于使用铧犁耕地的。农业产业主要是大规模的庄园，使用奴隶和隶农劳动，小农几乎消失。在帝国后期，这些庄园严重影响了国家的税收。
罗马帝国时期的遗址赫库兰尼姆城（今那不勒斯附近，因公元79年8月24日维苏威火山爆发而被火山灰掩埋）前后共出土了近二百余具遗骸，美国史密森尼學會的物理考古学家萨拉·比西尔对他们进行了深入细致的研究，了解到古罗马男子一般身高一点七米，女子一点五五米。

### 手工业
罗马帝国最主要的手工业是陶器制作，因为粮食、酒、油等商品的运输都要使用陶器。意大利的製陶中心主要在波佐利，另外高卢的製陶业也很有竞争力，高卢人还发明了双耳尖底瓮。西班牙的采矿业非常发达，为国家所垄断专营。纺织业方面，帕多瓦的呢绒、西班牙的毛料大氅和高卢的一种带有风帽的大衣都比较有名。西班牙还有一种製鱼汁的手工业，这是一种用鱼制成的调味料。

## 语言

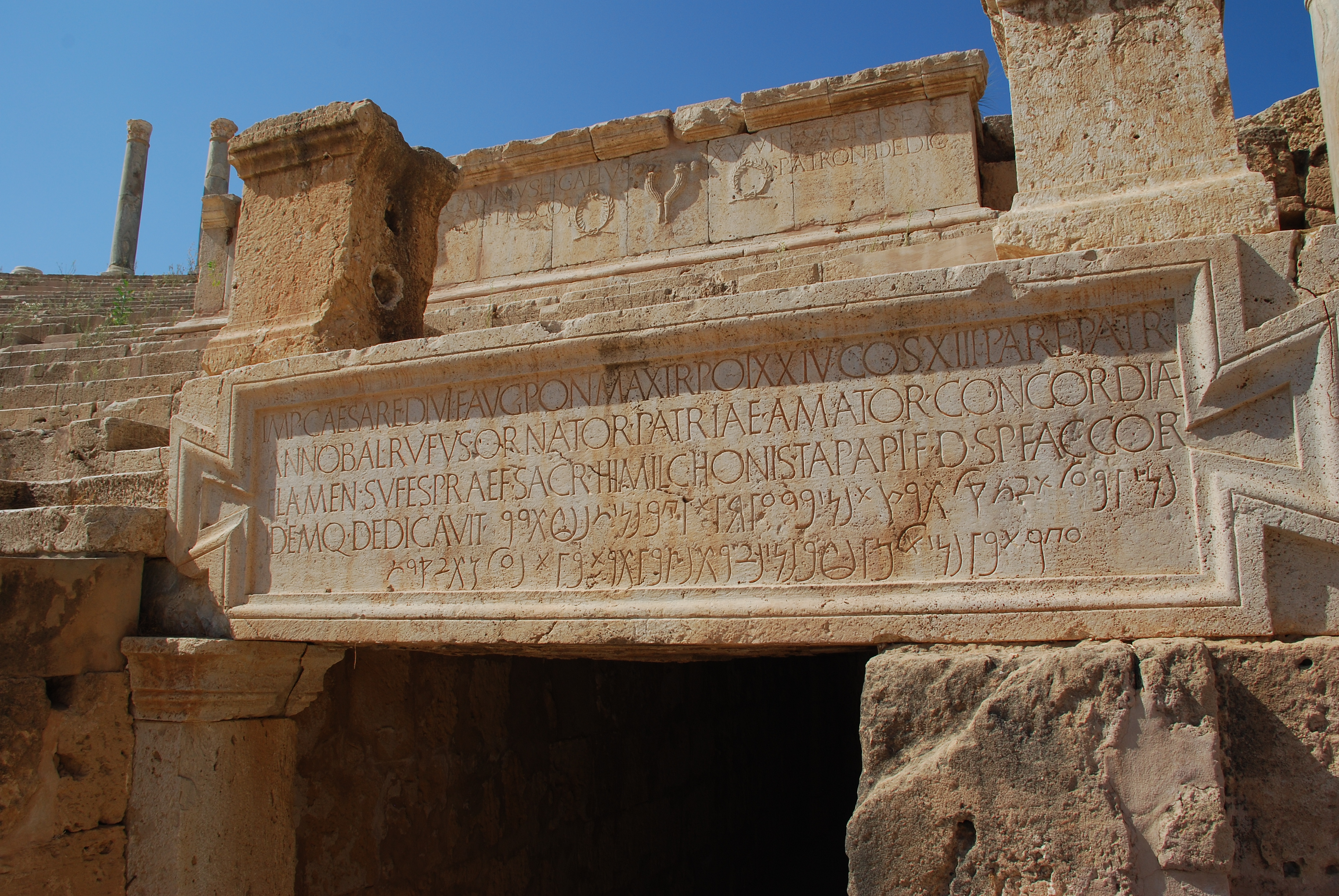
北非大莱普提斯一座羅馬劇院前刻有拉丁及布匿文兩種語言的門牌

拉丁语是罗马帝国的官方语言，亦是罗马地区的当地语言。拉丁语在帝国时期被至少分为两类，即古典拉丁语和通俗拉丁语。古典拉丁语作为书面语言而通俗拉丁语一般作为口语。古典拉丁语非常稳定，从帝国时期一直到中世纪没有发生改变。通俗拉丁语在帝国的各部分有方言，改变非常多，逐渐演变成今日罗曼语族诸语。
尽管拉丁语是帝国的官方语言，但希腊语是帝国的最主要的语言之一，尤其是在帝国的东部省份。甚至在罗马城，希腊语也成为了教育用语和上流社会的语言。希腊语是基督教，科学和艺术领域中的常用语言。
4世纪时，希腊语在帝国的西部逐渐失势，拉丁语占了上风。5世纪早期，标准拉丁语译本的圣经出版反映了如此情况。西罗马帝国也逐渐开始排斥会说希腊语的人。这造成了后来帝国东西两部分在文化上的分裂。希腊语后来一直作为东罗马帝国的官方语言。
其他如亚拉姆语、科普特语、亚美尼亚语等也在帝国境内通行。

## 法律
2世纪的法学家盖约著有《法学阶梯》。3世纪，法学家编成了《格列哥里安法典》和《赫尔莫格尼安法典》，保存了大量皇帝敕令和法令。
羅馬法對現代社會的法律制定有深遠影響，現在大陸法系國家的法律，如債法、物權法等法律，皆帶有深厚羅馬法的影子。

## 文化

### 文学
有屋大维时期的诗人维吉尔（前70年—前19年），他的早期作品有《牧歌》10篇，主要是歌咏田园生活。前29年，维吉尔发表《田园诗》4卷（又译《农事诗》），主要谈论农事生产，也歌咏田园风光，内容为第一卷论种庄稼，第二卷论种果树，第三卷论养牲畜，第四卷论养蜜蜂。晚年，维吉尔又著有史诗《埃涅阿斯紀》（又译《伊尼阿特》）12卷，写的是罗马神话中的英雄埃涅阿斯如何逃出特洛伊，来到意大利并称王的故事。
诗人贺拉西著有《赞歌》，为屋大维歌功颂德。
奥维德（前43年—14年）以情诗闻名，成名之作为《恋歌》3卷49首，是一部情诗集。又著有《淑女书简》21篇，係奥维德取材神话故事，以爱情故事中的女主角口吻写的情书。奥维德所著的《爱经》，由于违反了屋大维“澄清风俗”的政策，被判处流放黑海地区。长诗《变形记》为奥维德代表作，大约写于流放时期，改写了许多神话传说，情节多变，想像奇特，长于心理描写。

### 哲学
新斯多葛派哲学在帝国时期盛行，主要哲学家有塞涅卡和皇帝马克奥里略，宣扬宿命论和禁慾主義。
塞涅卡（前4年—65年），系皇帝尼禄的老师，认为哲学的目的在于将人引向德性，主张抑制欲望追求道德。然而塞涅卡本人却言行不一，大肆敛财。
皇帝马可奥里略著有沉思录，主张忍耐克制。
3世纪危机后，新柏拉图主义集中了当时的神秘主义，代表人物普罗提诺和普罗克洛，称神为世界本源，是绝对无限的存在，且不可认识，而人的肉体是罪恶的本源，人必须要摆脱肉体，方能与神交往，获得真理。这便是“人神合一”的学说。
基督教方面出现了被称为“教父神学”的神学，代表人物是圣奥古斯丁。圣奥古斯丁著有《论上帝之城》、《忏悔录》等，将新柏拉图主义融入基督教教义中。教父哲学以哲学论证很多现今的基本教义，主要的有神论、三位一体论、创世论、原罪论、救赎论和天国论等等。

### 史学
屋大维时期的史学家李维（前59年—17年），著有《罗马建城以来史》（又称《罗马史》）142卷，现存36卷，叙述传说中的罗慕路斯建罗马城至西元9年的历史。这部史书是西方史学的第一部通史。且文笔精彩。
塔西陀（55年—120年）著有《历史》12卷，主要叙述弗拉维王朝统治时期的历史。由于塔西陀生活在这一时期，许多的历史事件都亲身经历过，所以叙事也相当详细和生动。由于塔西陀政治上倾向于共和派，反对皇帝，所以在书中批评现实歌咏古代英雄。另外塔西陀著述有所褒贬，对各色历史人物进行批评和褒扬，旨在发扬高尚道德。此外，塔西陀还有《日耳曼尼亚志》和《编年史》等著作传世。

### 自然科学
农业方面，西班牙人科路美拉著有《农业论》12卷，讲述农牧技术和管理以及社会经济，这本著作對中世纪的庄园有很大影响。
医学方面，在提比略时期有名医塞尔苏斯（前30年—45年），著有《医学大全》8卷，其中7—8卷记载了许多手术，且叙述详细。马克奥里略时期，有名医盖伦（129年—199年），他任御医多年，著述颇多。盖伦使用猴类解剖以推测人类的身体结构，这开了解剖学的先河。盖伦还提出“三灵气”说，即“活力灵气”、“自然灵气”、“灵魂灵气”，以解释人体的生理机制。盖伦的药物学著述介绍了各种药材，大约有820餘种，包括动物、植物和矿物。盖伦的学说被中世纪的西方奉为经典，直到17世纪威廉·哈维提出血液循环理论。
天文学方面，有埃及亚历山大里亚的天文学家托勒密（85年—168年），著有《天文集》13卷。该书集古代希腊罗马天文学之大成，书中使用几何系统来描述天体运动，并有包括1022颗恒星的星图，在古代是极其完备的。另外书中还论及历法的推算，日月食的推算以及天文仪器的制作与使用等等。但由于托勒密信奉“地心说”，为了使这种理论成立，他设计了一种极其复杂的天体几何系统，以解决一些地心说的推算与实际不符的问题，使推算结果与实际观测大致相近。在哥白尼提出“日心说”之前，托勒密的学说在欧洲占统治地位。
地理学方面，斯特拉波（前64年—23年）著有《地理学》17卷。其中对当时罗马人的“已知世界”描写详尽，内容包括欧洲各地以及西亚和北非，涉及各地的自然地理与人文地理，在书中还探讨了环境对各地经济生活的影响以及对城市的研究。在地理大发现以前，该书是西方最为详尽的地理著作。
老普林尼（23年—79年）著有《自然史》37卷，内容包括当时科学的各个方面，涉及天文、地理、生物、医学、农业、矿物等等。《自然史》以老普林尼在多年读书和见闻的笔记为基础写成，全书并无分类，较为杂乱，《自然史》的最大成就在于记叙了各种事物2万多项，摘录各种文献2千多种，使得当时许多珍贵的科学纪录流传下来，是古代极其少见的百科全书式著作。

## 宗教
在羅馬帝國統治時期，很長的一段時間 包括密特拉教在內的異教佔據主導地位，而基督教受到迫害。公元313年, 君士坦丁大帝頒佈《米蘭敕令》、 宣佈基督教取得合法地位，自此之後 基督教蓬勃發展，羅馬帝國也有了一個屬於它自身的帝國敎會。

## 建筑

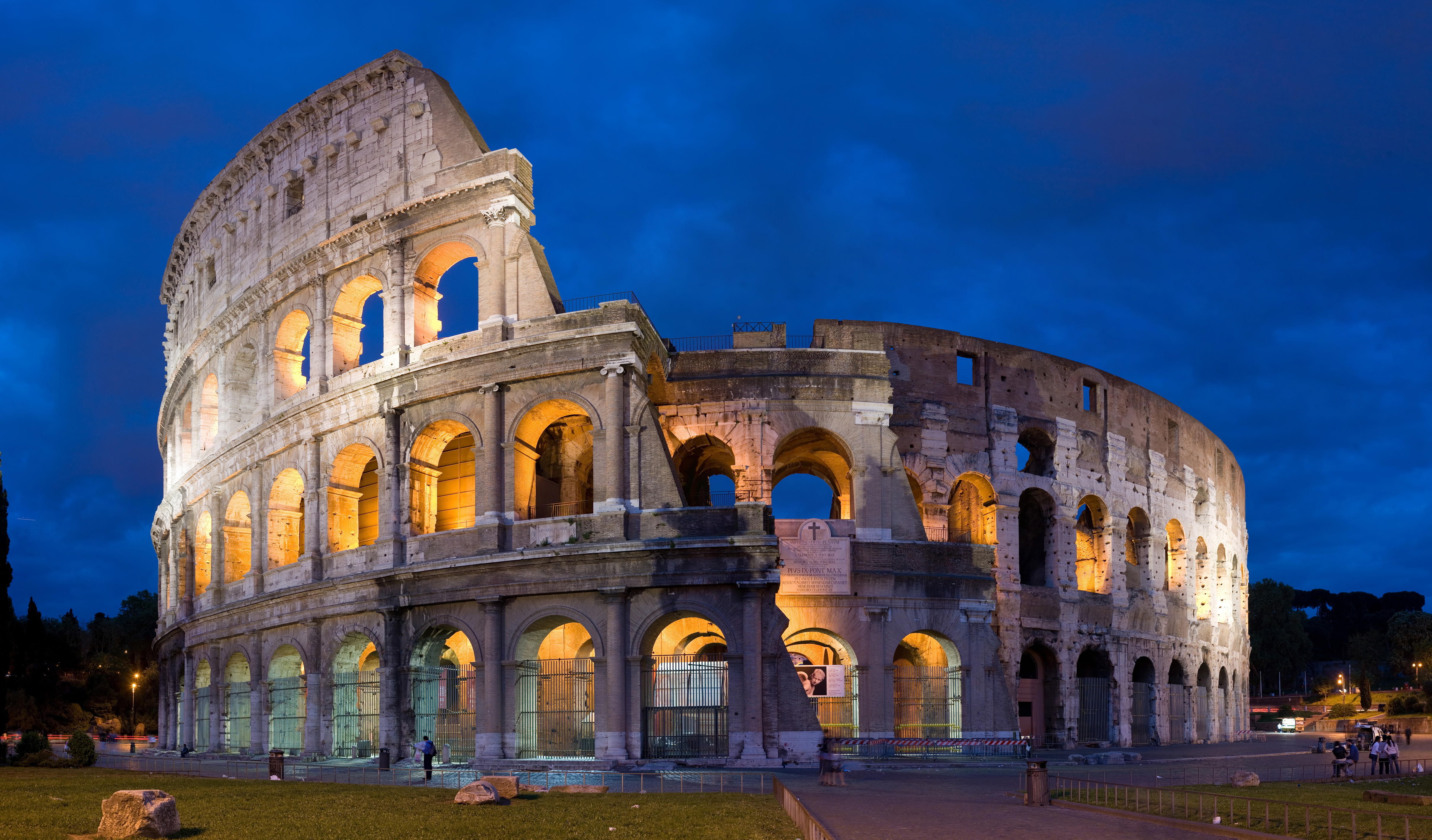
罗马竞技场

罗马大竞技场建于弗拉维王朝时期，有3层拱门，可容纳数万人，是举行角斗表演的地方，修有复杂的地下设施供角斗表演使用，甚至可以灌水来进行海战表演。凯旋门也发源于罗马，是为皇帝凯旋而建。现在罗马古城中有两座凯旋门，一为提圖斯於公元71年所造，另一为君士坦丁大帝在315年所造，上有精美浮雕。

## 宣称对罗马帝国的继承

### 查理曼的加洛林帝國
800年，教宗良三世在罗马给查理曼加冕为「罗马人的皇帝」，承认加洛林帝國为罗马帝国的承继者。查理曼在814年死后，他的帝国就分裂了。

### 神聖羅馬帝國
公元962年，奥托王朝的东法兰克國王奧托一世在羅馬被教宗若望十二世加冕为羅馬帝國皇帝（962年－973年在位），并视之为罗马公教的保护者。奥托大帝在加洛林帝國分裂出的东法兰克，即德意志地区，建立神圣罗马帝国（但其人民並未有羅馬人血統，而是日耳曼人，他們自稱「羅馬帝國」）。羅馬教廷承認了神聖羅馬帝國是西羅馬帝國的合法繼承者，後來君士坦丁堡的東羅馬帝國也承認了它的這一地位。三十年战争后，神聖羅馬帝國衰败而名存实亡，但是直到1806年才被拿破仑一世推翻，宣告解體。

### 莫斯科公国
1453年君士坦丁堡被信奉伊斯兰教的奥斯曼帝国攻陷后，一向与東羅馬帝國关系良好且信奉相同宗教东正教的莫斯科公国自视为东正教的保护者、拜占庭帝国的继承者。1472年伊凡三世皇帝娶君士坦丁十一世的侄女为妻，并使用双头鹰作为国徽，显示欲继承东罗马帝国保护基督教正教—希腊正教事业的意图。首都莫斯科号称“第三罗马”，沙皇一词也是从“凱撒”一詞演化過来。莫斯科公国在1547年被伊凡三世的孙子伊凡四世建立的俄罗斯沙皇国所取代。
之後建立的俄羅斯帝國矢志重建新的羅馬帝國，一直努力向南、黑海拓展帝國的統治，亦曾希望為沙皇得到「沙皇格勒」（即君士坦丁堡），但由於在克里米亞戰爭中與西方國家利益產生衝突而未能實現。

### 鄂圖曼帝國
鄂圖曼帝國蘇丹穆罕默德二世攻佔君士坦丁堡後，自封為「羅馬凱撒」，此舉卻不為君士坦丁堡牧首或歐洲基督教國家承認。穆罕默德二世的理據是，自羅馬帝國遷都、西羅馬帝國滅亡後，君士坦丁堡已是羅馬帝國的皇座。因穆罕默德二世的祖先奧爾汗一世娶了拜占庭公主，他和拜占庭皇室也有血脈關聯，也可自稱是約翰·策萊佩斯·科穆寧（拜占庭皇室的穆斯林）的後裔。與此同時，鄂圖曼帝國拿下了奧特朗托，正欲一舉攻入羅馬時，穆罕默德二世卻猝然逝世。雖然他的後裔不再使用「羅馬凱撒」的頭銜，但其擴張的帝國卻存在數百年之久。現代土耳其史學家İlber Ortaylı支持此說，指出該國由多文化組成，和穆罕默德二世接受了拜占庭宮廷的一些習俗。而穆罕默德二世以國策和征服建立了信奉伊斯蘭教的第三羅馬（第一羅馬信奉多神宗教，第二羅馬信奉東正教）。
蘇萊曼一世擊敗神聖羅馬皇帝查理五世後，在條約稱查理五世為「西班牙國王」而非「羅馬皇帝」，可見得蘇萊曼自視為凱撒的真正繼承人。蘇萊曼的大維齊爾帕爾加勒·易卜拉欣帕夏在君士坦丁堡豎立羅馬式雕像，雖然與伊斯蘭不拜偶像的教義相違，他卻表示鄂圖曼帝國是羅馬的繼承國，故此豎立羅馬式雕像是自然不過的事。

## 词源
汉语“罗马”一词由明代来华天主教传教士利玛窦根据拉丁文音译，始见于其所绘《坤舆万国全图》（出版于万历三十年，1602年），其中称罗马帝国为“罗马国”。而“罗马帝国”的名称则始见于戊戌变法后维新派在日本所办刊物《清议报》第二十二册《奢侈论》（光绪二十五年，1899年）：“谚曰：奢者不久，古今东西金言也。亡罗马帝国者，奢侈之风盛。法王死于断头台上，亦奢侈盛也。”